# Khalil Gibran

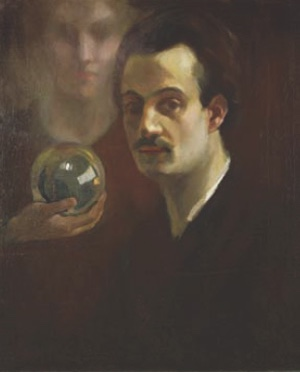
Självporträtt med musa, 1911

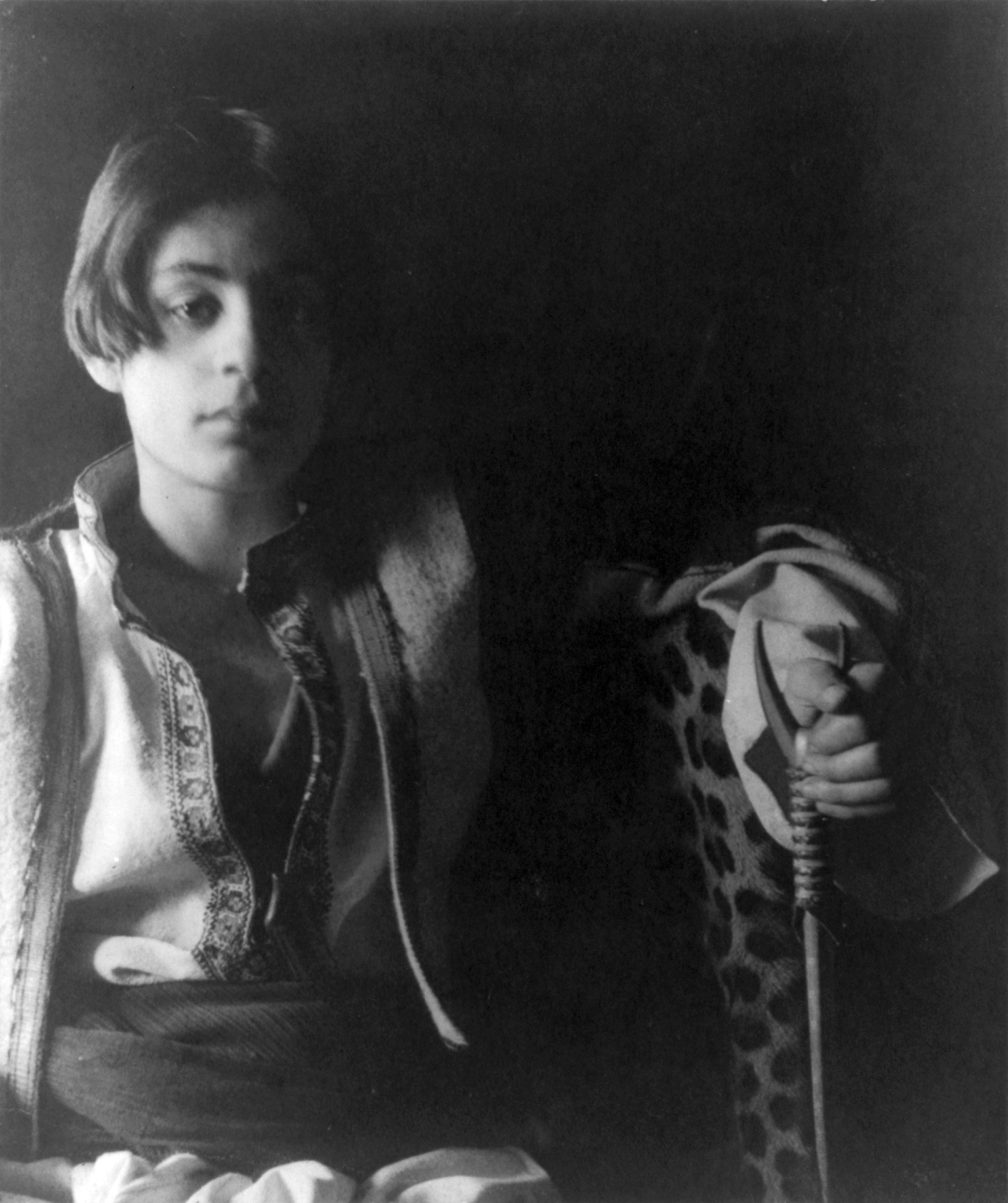
Den unge Khalil Gibran, fotograferad av Fred Holland Day.

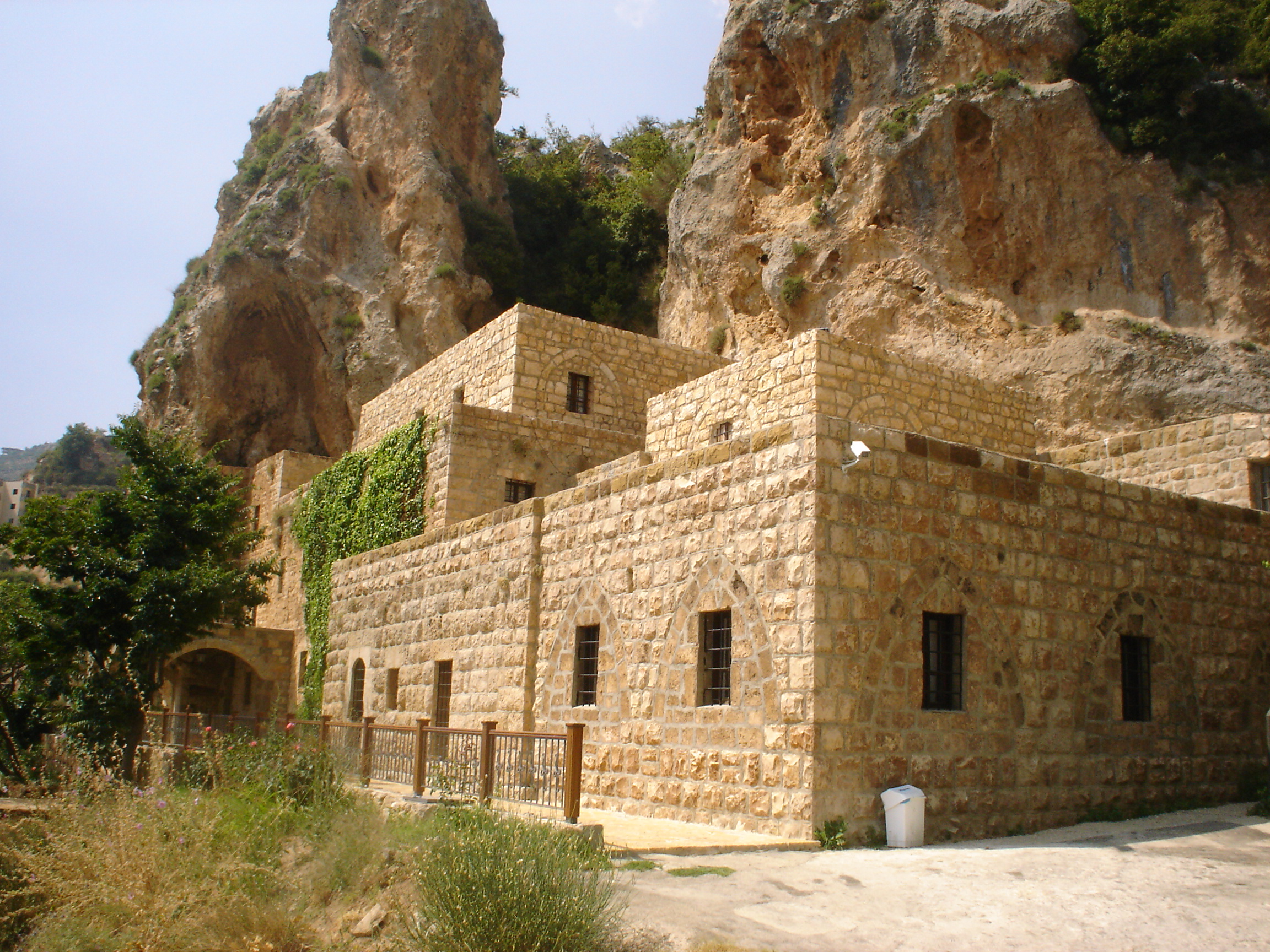
Gibran-museum i Bcharré.

Khalil eller Kahlil Gibran, ursprungligen Gibran Khalil Gibran, född 6 januari 1883 i Bsharri i Libanon, död 10 april 1931 i New York, var en libanesisk-amerikansk konstnär, poet och författare. Hans tidiga litterära verk skrevs på arabiska men från omkring 1918 övergick han i princip helt till engelska. Han är mest känd för de två andliga poetisk-prosaiska verken The Prophet (Profeten, 1923) och Jesus, the Son of Man (Människosonen, 1928).

## Biografi
Khalil Gibran föddes i Libanon, som på den tiden var en del av Ottomanska riket. Hans föräldrar var maronitiska kristna. Han utvandrade 1895 till USA med sin mor och tre syskon. Efter några år i Boston reste han tillbaka till Libanon för att studera arabiska och arabisk litteratur. 1901 återvände han till USA via Paris. Den första utställningen av hans konst hölls 1904 i Boston. Följande år utkom al-Musiqa (Musik), hans första bok på arabiska. 
1908-1910 studerade Gibran konst i Paris, där han även träffade Auguste Rodin och andra franska konstnärer. Efter återkomsten till USA började han försörja sig genom porträttmålning och var från 1912 verksam i New York. 1918 utkom The Madman, hans första bok på engelska. 1920 blev han ledare för Arribitah, en förening för arabiska författare i USA. 1923 utgavs The Prophet, hans mest framgångsrika bok.
I den arabiska världen betraktas Gibran som en litterär och politisk rebell. Hans romantiska stil bidrog till en renässans i modern arabisk litteratur, särskilt prosadiktning, som bröt sig loss från den klassiska skolan. I Libanon är han fortfarande firad som en litterär hjälte. 
Kahlil Gibran avled 1931 i New York, 48 år gammal. Han begravdes i sin hemstad Bsharri och hundratals präster och religiösa ledare: katoliker, protestanter, ortodoxa, judar, bahaier och muslimer vandrade sida vid sida i begravningsprocessionen. I Bsharri finns numera även ett Gibran-museum.

## Profeten
Gibrans The Prophet är uppdelat i 26 poetiska essäer och rymmer betraktelser över livets mysterier. I konstnärlig dräkt förmedlar boken budskap som ligger nära flera betydande religiösa förkunnares. Boken har översatts till ett fyrtiotal språk och har länge varit en internationell bästsäljare. Det är också vanligt att man läser högt ur Profeten vid bröllop, barndop och begravningar.
Boken bearbetades 2014 till den animerade filmen The Prophet (Profeten på svenska). Den är en internationell samproduktion med Roger Allers som manusförfattare och huvudregissör samt Salma Hayek som producent och en av röstskådespelarna.

## Kontakt med bahai-rörelsen
Under de åtta månader år 1912 som bahai-trons dåvarande överhuvud, Abdul-Baha, befann sig i USA, kom han och Khalil Gibran att bli goda vänner, trots att den karismatiske bahai-ledaren var närmare 40 år äldre. Båda var emellertid från Mellanöstern, båda talade arabiska, båda hade större intresse för tro och andlighet än de flesta. Vänskapen och samtalen bidrog till att Gibrans senare produktion präglades av en universell livssyn snarare än en uttalat kristen sådan.

### Svenska översättningar
- Profeten, övers. Olga Bergmann, Natur och kultur 1933.
- Profeten, övers. Carl-Gustaf Rosén & Johan Wretman, Proprius 1977. Ny upplaga 2002. ISBN 978-9171189028
- Jesus människoson, övers. Carl G. Liungman, Alhambra 1995. ISBN 9187680920
- Profeten, övers. Hans-Jacob Nilsson, Bokförlaget Max Ström 1999. Ny upplaga 2008. ISBN 978-9171261120
- Profeten, övers. Ulla Ericson, Alhambra förlag 2006. ISBN 978-9188992888
- Profetens bok : samlad utgåva av Profeten och Profetens trädgård, övers. Harry Larsen Rice, Nova 2018. ISBN 978-9163985928
- Hjärta och själ : betraktelser över livets vägar, övers. Harry Larsen Rice, Nova 2019. ISBN 978-9163985935
- Människosonen : människors intryck av Jesus, övers. Harry Larsen Rice, Nova 2020. ISBN 978-9163985942
- Brutna vingar och andra berättelser om kvinnor, övers. Harry Larsen Rice, Nova 2021. ISBN 978-9163985959
- Mästarens röst : betraktelser och visdomsord, övers. Harry Larsen Rice, Nova 2022. ISBN 978-9163985966
- Kärleksbrev till Mary : Gibrans brev till Mary Haskell, övers. Harry Larsen Rice, Nova 2024. ISBN 978-9152794265

### Verk skrivna på arabiska
- Al Musiqa (Musik, 1905)
- Arayis al-Muruj (Dalens nymfer, 1906)
- Al Arwah al-Mutamarridah (Rebelliska andar, 1908)
- Al Ajniha al-Mutakassirah (Brutna vingar, 1912)
- Dam'a wa Ibtisama (En tår och ett leende, 1914)
- Al Mawakib (Processionen, 1919)
- Al Awāsif (Stormen, 1920)
- Al Bada'i' waal Tara'if (Det nya och underbara, 1923)

### Verk skrivna på engelska
- The Madman : His parables and poems (1918)
- The Forerunner (1920)
- The Prophet (1923)
- Sand and Foam (1926)
- Jesus, The Son of Man (1928)
- The Earth Gods (1931)
- The Wanderer : His parables and poems (1932)
- The Garden of the Prophet (1933)
- Lazarus and his Beloved : A one-act play (1933)

### Samlingar
- Prose Poems (1934)
- Secrets of the Heart (1947)
- A Treasury of Kahlil Gibran (1951)
- Thoughts and Meditations (1960)
- A Second Treasury of Kahlil Gibran (1962)
- Spiritual Sayings (1962)
- The Voice of the Master (1963)
- Mirrors of the Soul (1965)
- Between Night and Morn (1972)
- A Third Treasury of Kahlil Gibran (1975)

### Brev
- Beloved Prophet : The love letters of Khalil Gibran and Mary Haskell, and her private journal (1972)
- Love Letters :  The love letters of Khalil Gibran to May Ziadah (1983)